# GAZ-69

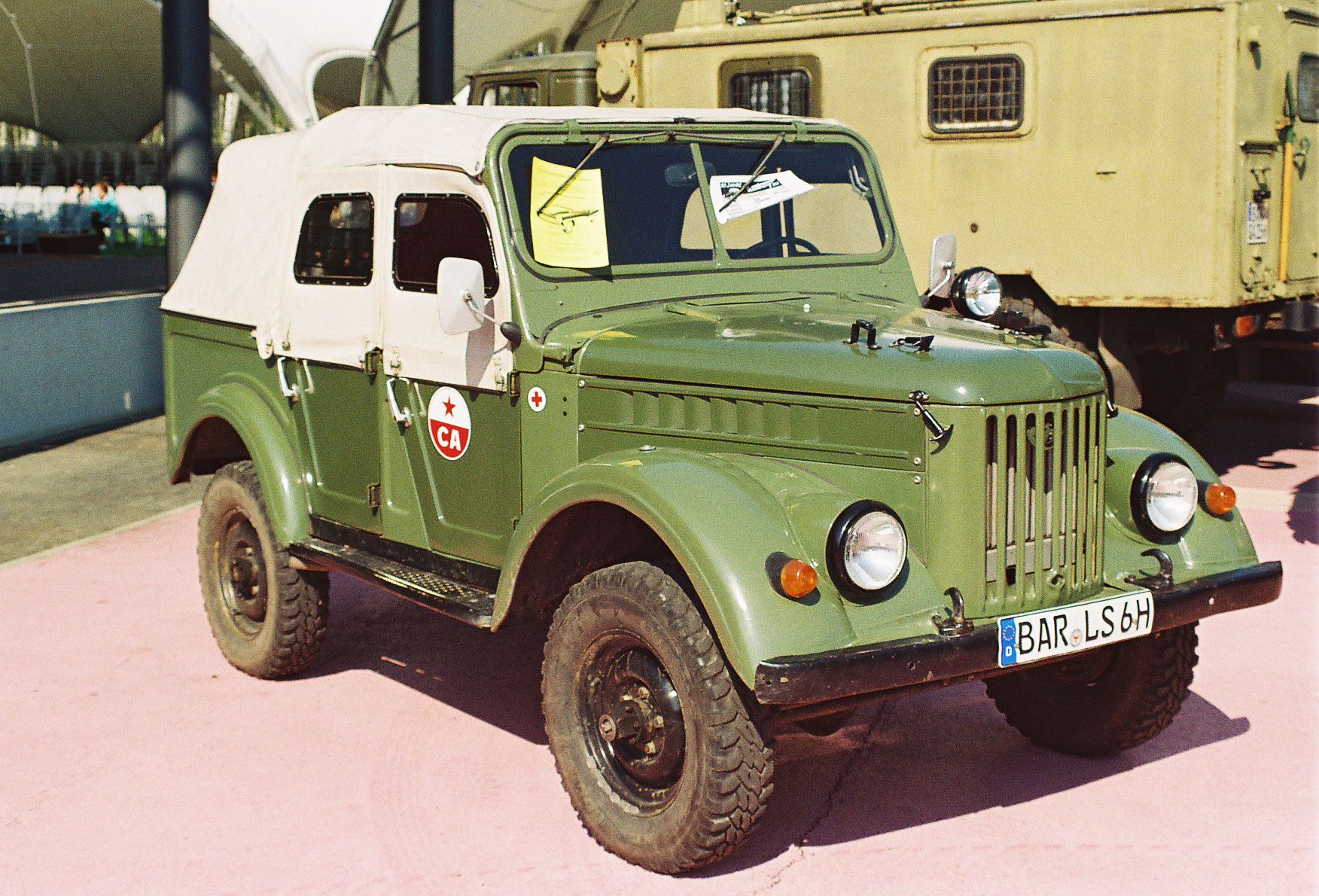
GAZ-69A

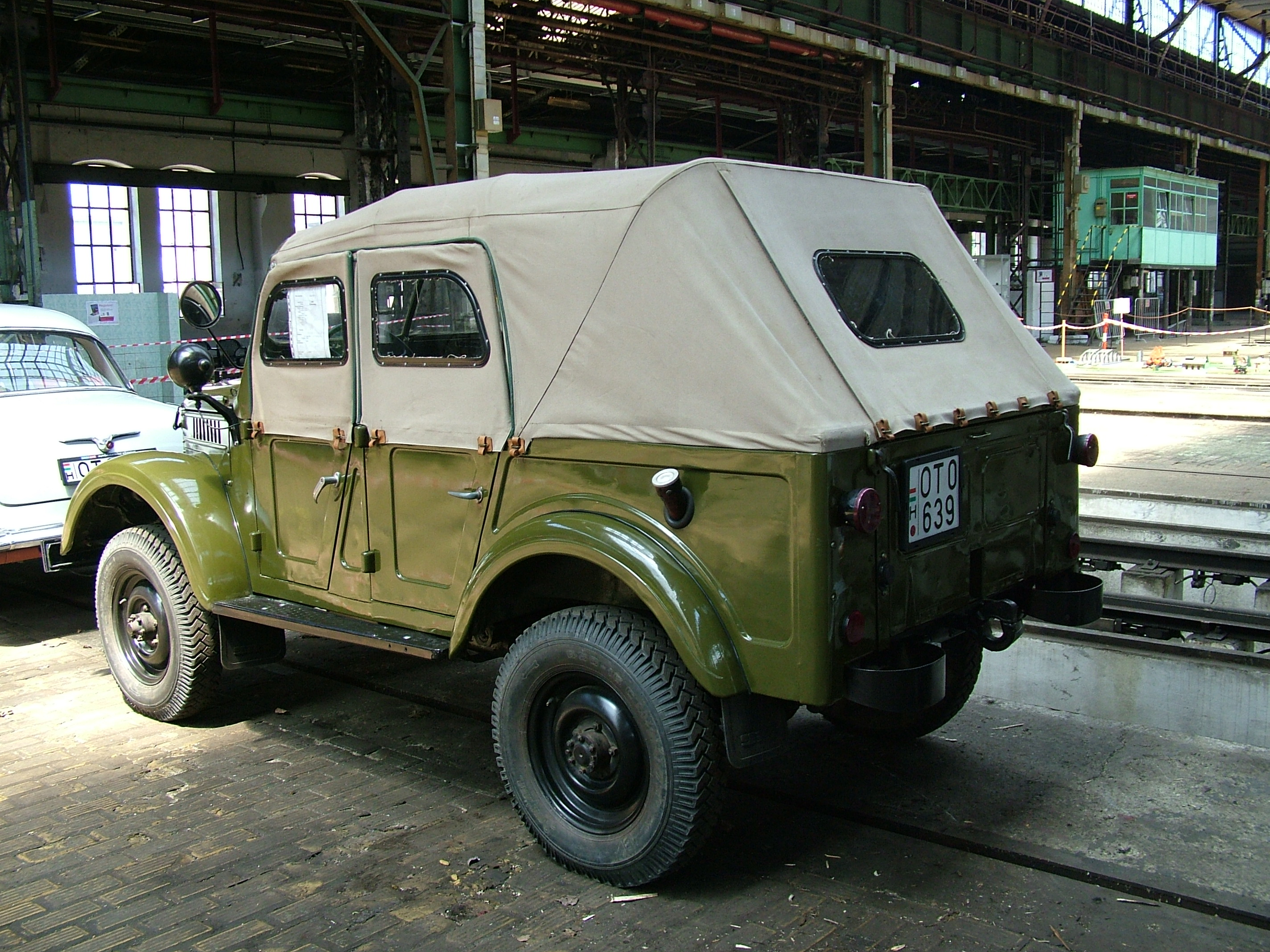
Traseira do GAZ-69A

O GAZ-69 é um veículo fora de estrada com tração nas quatro rodas produzido pela GAZ (ГАЗ, ou Gorkovsky Avtomobilnyi Zavod, Fábrica de Automóveis de Gorky) entre 1953 e 1956 e depois pela UAZ, em 1956-1972. Também foi produzido na Romênia até 1975.

## Desenvolvimento e produção
O GAZ-69 foi criado pela equipe do projetista-chefe Grigoriy Vasserman como um substituto para o GAZ-67B que teria menor consumo de combustível do que seu antecessor e usaria o mesmo motor de 4 cilindros em linha de 2,1 L e 55 cv e transmissão de 3 velocidades do GAZ-M20 Pobeda. O processo de desenvolvimento começou em 1946 e os primeiros protótipos conhecidos sob o nome "Truzhenik" (Toiler) foram produzidos em 1947. Após extensos testes em estrada, o novo veículo fora de estrada entrou em produção em 25 de agosto de 1953. Mais de 600.000 GAZ -69 foram produzidos até o final da produção na URSS em 1972. Uma cópia do GAZ-69 com algumas modificações foi produzida pela ARO na Romênia até 1975, primeiro como IMS-57, sua principal diferença era que usava o motor do GAZ-A tipo I4 (obtido através da importação de ferramentas soviéticas antigas, já que o motor GAZ-69 original era considerado antieconômico), então fortemente redesenhado como IMS M59, e posteriormente modernizado como ARO M461. Os GAZ-69 eram jipes militares padrão do Bloco Oriental e dos estados clientes, exceto a Romênia, que usava principalmente os modelos ARO produzidos localmente.

## Projeto
O GAZ-69 padrão era capaz de atingir 90 km/h, mas versões mais potentes, com motores de 2.400 cc (derivado do 2.100 cc básico) e 65 c. e a mesma caixa de três velocidades, podiam atingir os 100 km/h. Eles eram conhecidos como GAZ-69M ou GAZ-69AM para a versão de quatro portas.
Apresentava dois tanques de combustível, um de 47 litros sob o piso e outro de 28 litros sob o banco do passageiro. Todos os modelos civis também deveriam atender aos requisitos do Exército, em caso de requisição em tempo de guerra. (É também por isso que uma versão com capota rígida não estava disponível até 1993) A variante básica GAZ-69 tem um par de portas e geralmente tem tampo de lona padrão e laterais superiores; há dois assentos dianteiros e dois bancos rebatíveis para três passageiros cada um nas laterais. A outra variante GAZ-69A (UAZ-69A) tem quatro portas, capota de lona rebatível e duas filas de assentos.
Foi usado como base para o furgão de tração traseira GAZ-19 que foi feito em 1955, mas não passou da fase de protótipo. O furgão fora de estrada e o caminhão leve UAZ-450 e o mais recente UAZ-469 também tiveram suas origens no GAZ-69.

## Uso militar
O GAZ-69 foi o veículo fora de estrada leve básico do Exército Soviético, substituindo os GAZ-67 e os Jeep Willys, antes de o exército adotar o UAZ-469. Também foi usado como base para o destruidor de tanques 2P26, bem como para o GAZ-46 MAV, um veículo anfíbio leve 4x4 inspirado no Ford GPA 'Seep'.

## Operadores
- Afeganistão
- Albânia
- Angola
- Bulgária
- Camboja
- China
- Cuba
- Tchecoslováquia
- Alemanha Oriental
- Egito
- Finlândia
- Hungria
- Indonésia (cerca de 4.400 unidades encomendadas no total; primeiro lote de 4.000 unidades encomendadas pelo governo, segundo lote de 400 unidades encomendadas pela Força Aérea da Indonésia)[7]
- Irão
- Iraque
- Israel
- Laos
- Lebanon
- Polónia
- Roménia
- Mongolia
- Síria
- União Soviética[5]
- Vietname
- North Korea
- Nepal

Muitos de cor amarela para uso civil foram importados para o Nepal e usados com sucesso nas estradas de montanha.

## Na cultura popular
No filme Indiana Jones e o Reino da Caveira de Cristal um GAZ-69 aparece em uma das perseguições do filme envolvendo Spalko e os personagens principais.

## Galeria

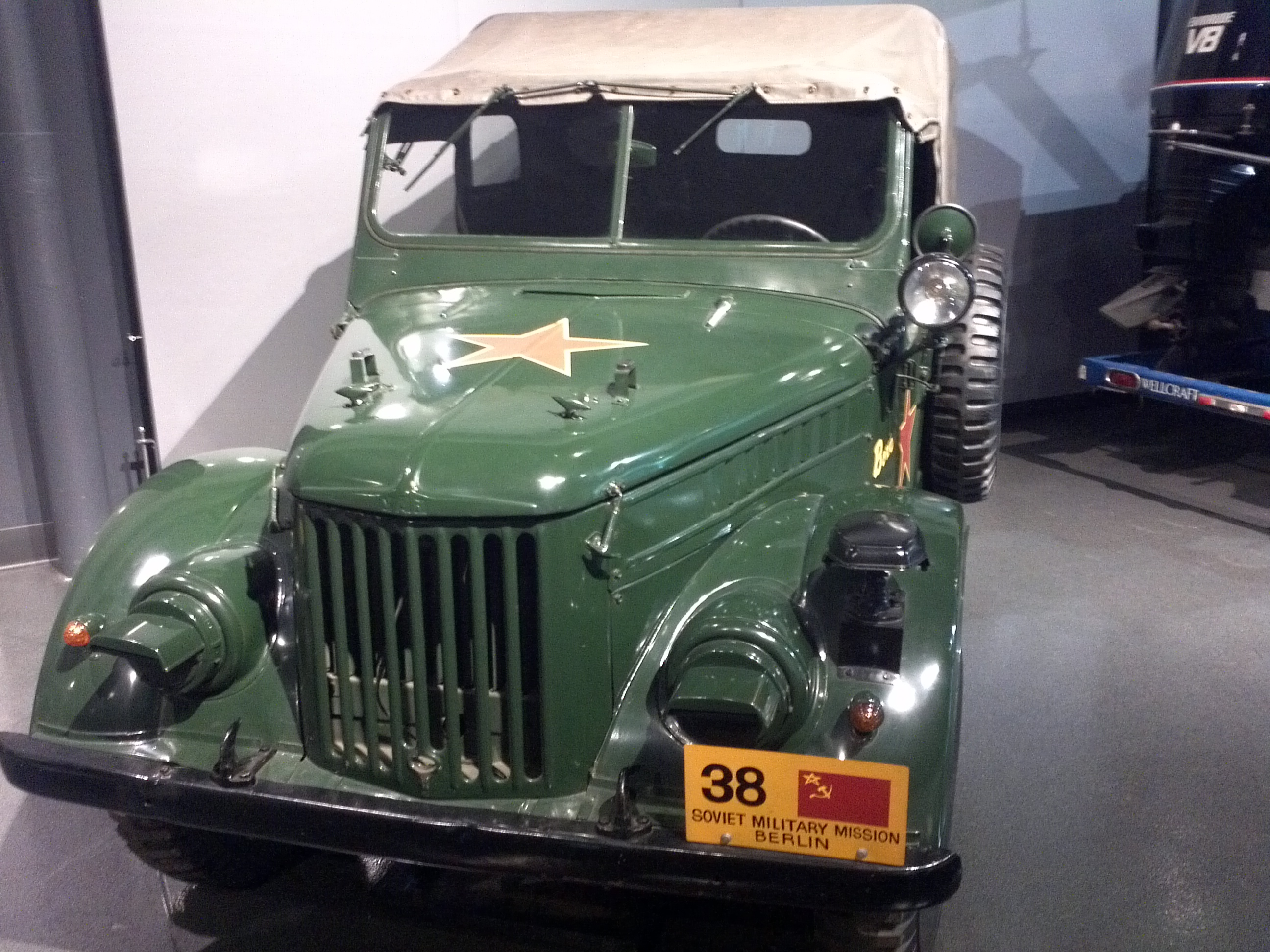
Um GAZ-69 retirado de serviço no Museu Nacional de Transporte em St. Louis, Mo, Estados Unidos
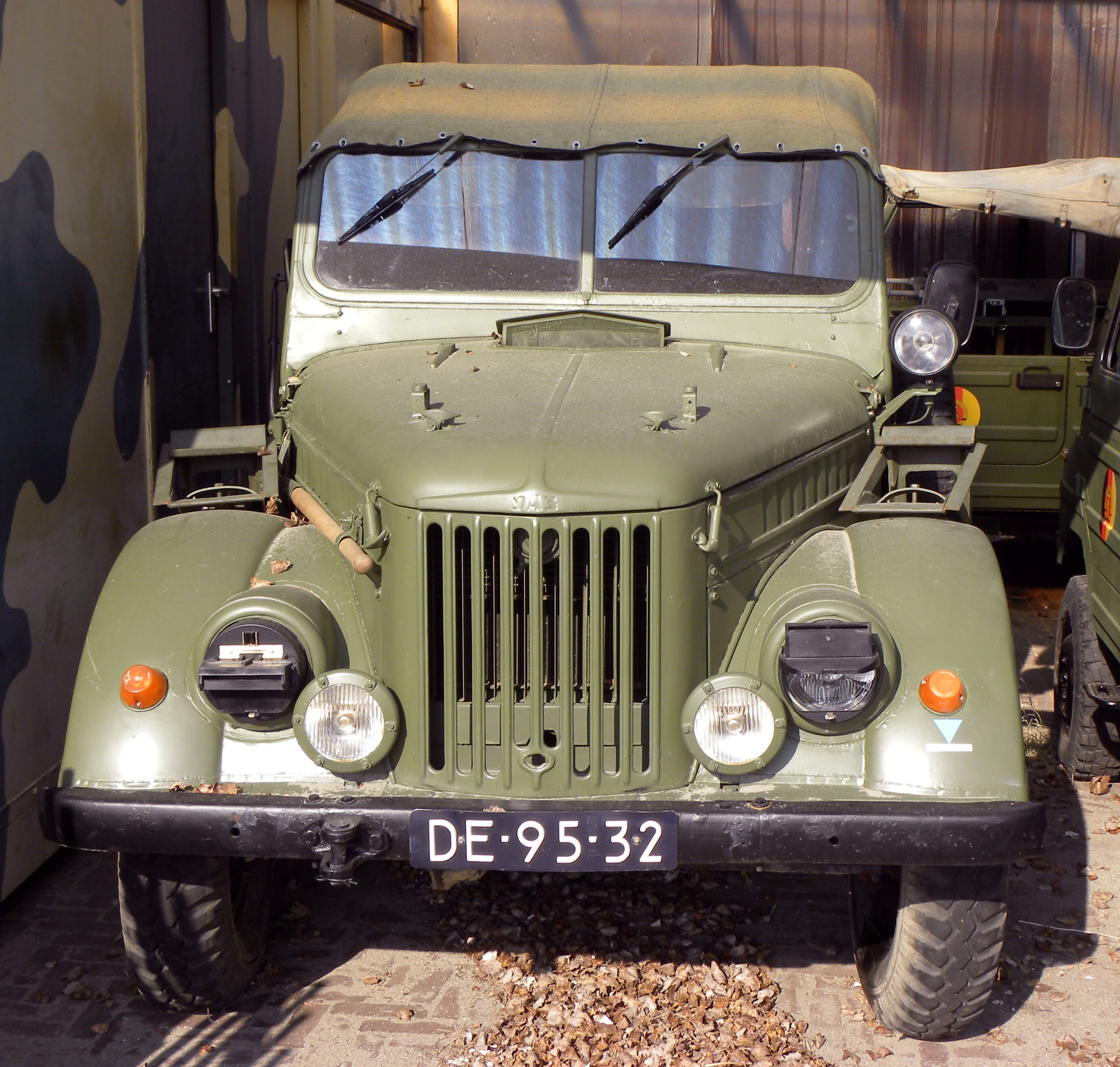
Um GAZ-69 retirado de serviço em Fort aan den Hoek van Holland em Hoek van Holland, Países Baixos
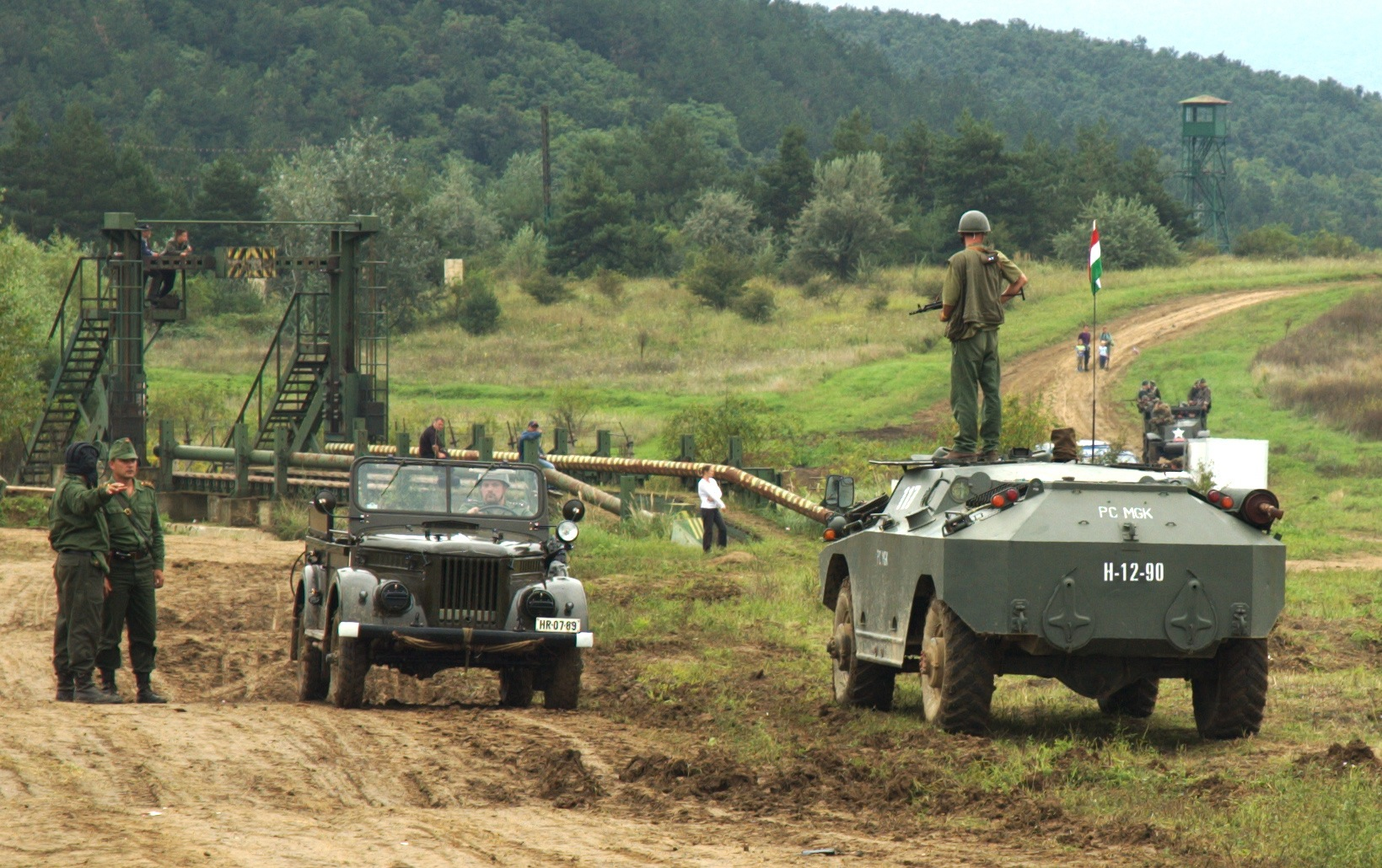
Um GAZ-69 do Exército Húngaro
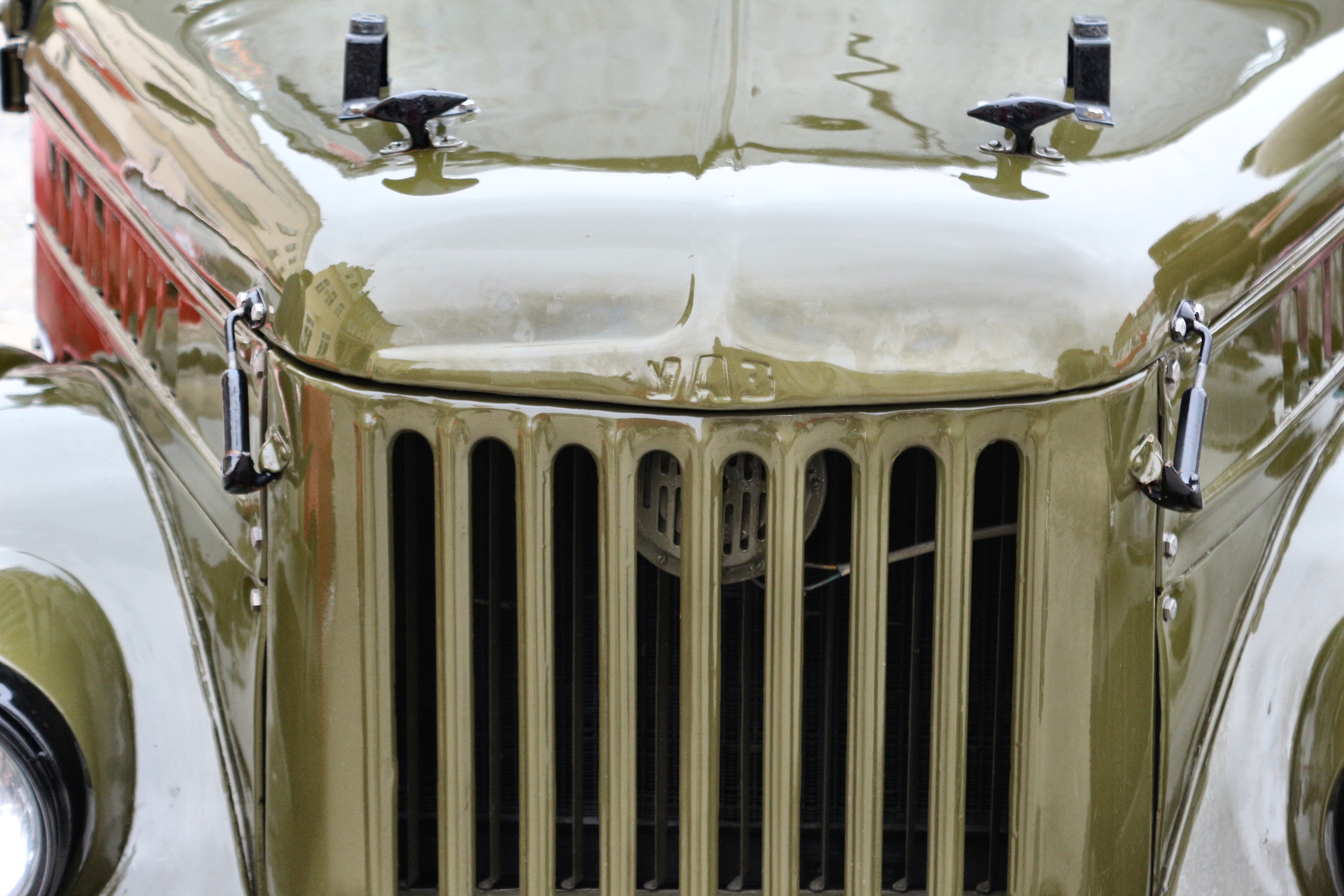
UAZ-69M, vista frontal
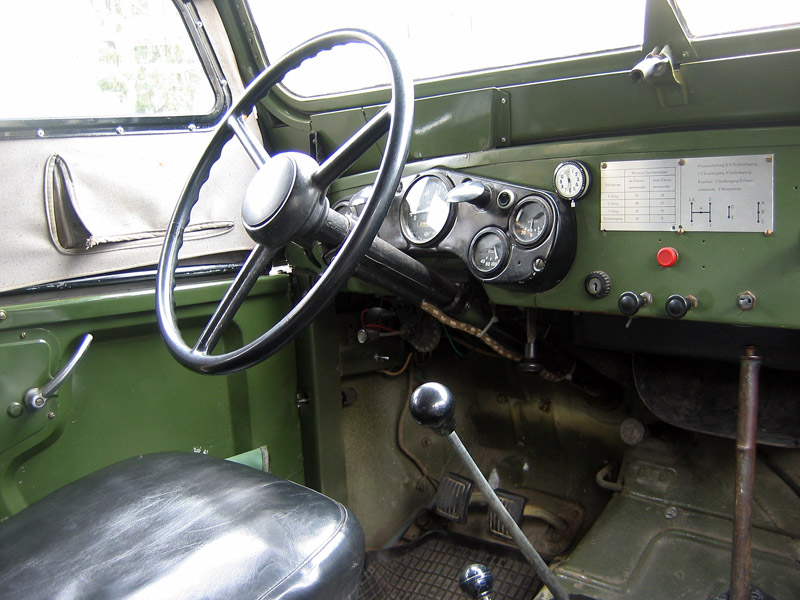
GAZ-69, interior